# Tatsuya Kawahara
Tatsuya Kawahara (川原 達也 Kawahara Tatsuya?), född 16 december 1985 i Ibaraki prefektur, är en japansk före detta fotbollsspelare.
Kawahara började sin karriär 2008 i Omiya Ardija. 2009 flyttade han till Thespa Kusatsu. Han avslutade karriären 2009.